# Ladislav Chudík

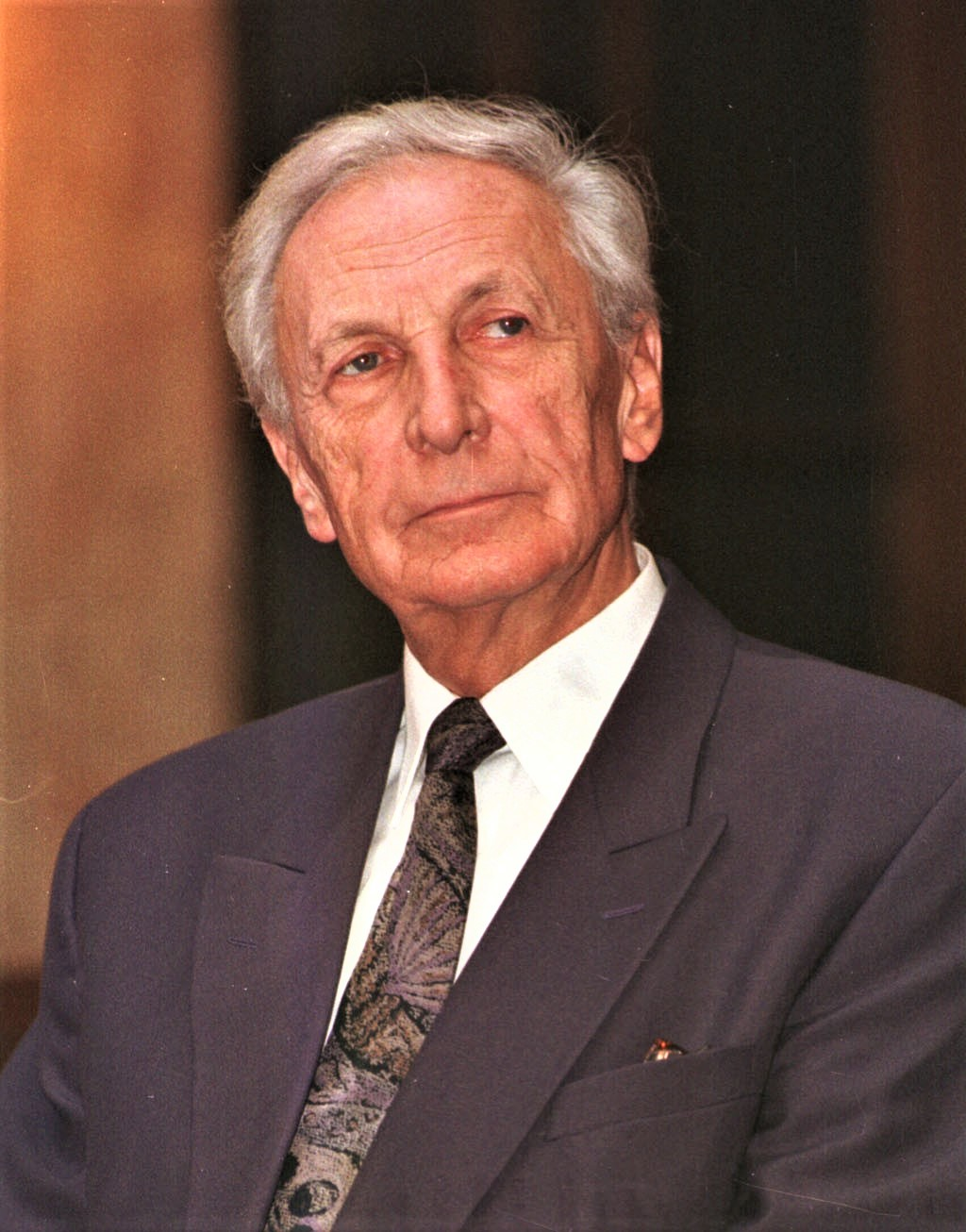
Ladislav Chudík

Ladislav Chudík (* 27. Mai 1924 in Hronec; † 29. Juni 2015 in Bratislava) war ein slowakischer Schauspieler, Theaterregisseur und Pädagoge.

## Leben
Ladislav Chudík studierte an der Philosophischen Fakultät der Universität Bratislava bis 1944 und nahm Schauspielunterricht am Staatlichen Konservatorium in Bratislava. Anschließend war er als Schauspieler und ab 1964 gleichzeitig auch als Dozent tätig.
1968 verließ er die Tschechoslowakei und ging nach Wien. Nachdem er wieder in die Heimat zurückgekehrt war, übernahm er mit dem Chefarzt der Fernsehreihe Das Krankenhaus am Rande der Stadt ab 1977/78 eine Charakterrolle, die ihn international bekannt machte.
In der Umbruchphase 1989/90 war er Minister für Kultur der Slowakischen Republik.

## Filmografie (Auswahl)

### Filme
- 1947: Lockende Ferne (Varúj...! )
- 1950: Die Talsperre (Priehrada)
- 1954: Es geschah im Nürnberg-Expreß (Expres z Norimberka)
- 1955: Mein Freund Fabian (Muj prítel Fabián)
- 1958: Das schwarze Bataillon (Cerný prapor)
- 1959: Der Mann, der nicht zurückkehrte (Muz, ktorý sa nevrátil)
- 1959: Zurück zu dir (Posledný návrat)
- 1961: Junge Liebe (Osení)
- 1961: Piesen o sivom holubovi
- 1962: Der Feigling (Zbabelec)
- 1962: Mitternachtsmesse (Polnocná omsa)
- 1966: Der Tod kommt im Regen (Smrt prichádza v dazdi)
- 1967: Mord aus dem Jenseits (Vrah zo záhrobia)
- 1971: Drei schwache Stunden (Luk královny Dorotky)
- 1973: Verdacht (Podezrení)
- 1974: An die Gewehre, Rebellen (Do zbrane, kuruci! )
- 1975: Sokolovo
- 1975: Zu Beginn der Zeiten (Az idök kezdetén)
- 1976: Bis zum letzten Atemzug (Do posledneho dychu)
- 1976: Eine Silbermünze (Jeden stribrny)
- 1977: Soldaten der Freiheit (Soldaty svobody)
- 1978: Die Befreiung Prags (Osvobození Prahy)
- 1983: Der Salzprinz (Sol nad zlato)
- 1984: Ausflug in die Jugendzeit (Výlet do mladosti)
- 1985: Vergeßt Mozart
- 1987: Der treue Johannes (Mahuliena zlatá panna)
- 1999: Alle meine Lieben (Vsichni moji blízcí)
- 2009: Kawasakiho ruze

### Serien
- 1978–1981: Das Krankenhaus am Rande der Stadt (Nemocnice na kraji mesta)
- 2003: Das Krankenhaus am Rande der Stadt – 20 Jahre später (Nemocnice na kraji mesta po dvaceti letech)

## Auszeichnungen (Auswahl)
- 1965 Verdienter Künstler